# Lord Kinloss

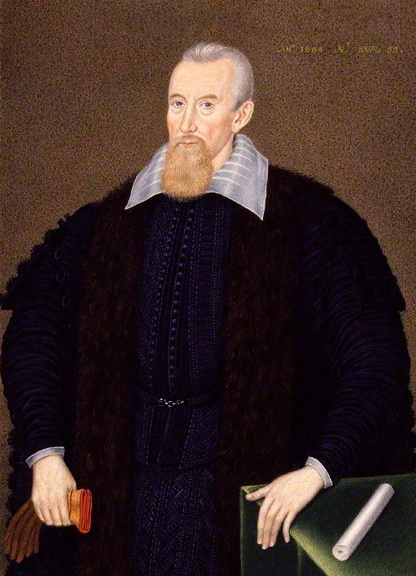
Edward Bruce, 1. Lord Kinloss

Lord Kinloss ist ein erblicher britischer Adelstitel in der Peerage of Scotland.

## Verleihung
Der Titel wurde am 2. Februar 1602 für den schottischen Juristen Edward Bruce geschaffen. Der Titel ist auch in weiblicher Linie vererbbar. Am 8. Juli 1604 wurde ihm zudem der Titel Lord Bruce of Kinloss verliehen sowie am 3. Mai 1608 erneut der Titel Lord Bruce of Kinloss, diesmal mit dem Zusatz, dass auch dieser Titel in weiblicher Linie vererbbar sei.
Sein jüngerer Sohn, der 3. Lord, wurde am 21. Juni 1633 in der Peerage of Scotland zum Earl of Elgin und Lord Bruce of Kinloss sowie am 30. Juli 1641 in der Peerage of England zum Baron Bruce of Whorlton erhoben. Dessen Sohn, der 2. Earl, wurde am 18. März 1664 in der Peerage of England zum Earl of Ailesbury, Viscount Bruce of Ampthill und Baron Bruce of Skelton erhoben.
Der 4. Earl of Elgin wurde am 17. April 1746 in der Peerage of Great Britain auch zum Baron Bruce of Tottenham erhoben. Bei seinem Tod 1747 erloschen die Titel Earl of Ailesbury, Viscount Bruce of Ampthill und Baron Bruce of Skelton. Die übrigen Titel fielen an drei verschiedene Erblinien. Die Titel Lord Bruce of Kinloss und Earl of Elgin erbte Charles Bruce, 9. Earl of Kincardine. Der Titel Baron Bruce of Skelton fiel gemäß einem besonderen Vermerk bei der Verleihung an dessen Neffen Hon. Thomas Brudenell, den vierten Sohn des George Brudenell, 3. Earl of Cardigan. Der Status des Titels Lord Kinloss war unklar. 1868 entschied schließlich das Committee for Privileges and Conduct des House of Lords, dass der Titel James Brydges, 3. Duke of Chandos, dem Sohn der Lady Mary Bruce, Tochter des 4. Earl of Elgin, zugestanden hätte, und bestätigte dessen Nachfahren Richard Temple-Grenville, 3. Duke of Buckingham and Chandos als 10. Lord. Heute hat dessen Ur-urenkelin Teresa Freeman-Grenville als 13. Lady Kinloss den Titel inne.

## Liste der Lords Kinloss (1602)
- Edward Bruce, 1. Lord Kinloss (1548–1611)
- Edward Bruce, 2. Lord Kinloss (1594–1613)
- Thomas Bruce, 1. Earl of Elgin, 3. Lord Kinloss (1599–1663)
- Robert Bruce, 2. Earl of Elgin, 1. Earl of Ailesbury, 4. Lord Kinloss (1627–1685)
- Thomas Bruce, 3. Earl of Elgin, 2. Earl of Ailesbury, 5. Lord Kinloss (1656–1741)
- Charles Bruce, 4. Earl of Elgin, 6. Lord Kinloss (1682–1747)
- James Brydges, 3. Duke of Chandos, de iure 7. Lord Kinloss (1731–1789)
- Anne Temple-Nugent-Brydges-Chandos-Grenville, de iure 8. Lady Kinloss (1779–1836)
- Richard Temple-Nugent-Brydges-Chandos-Grenville, 2. Duke of Buckingham and Chandos, de iure 9. Lord Kinloss (1797–1861)
- Richard Temple-Nugent-Brydges-Chandos-Grenville, 3. Duke of Buckingham and Chandos, 10. Lord Kinloss (1823–1889)
- Mary Morgan-Grenville, 11. Lady Kinloss (1852–1944)
- Mary Freeman-Grenville, 12. Lady Kinloss (1922–2012)
- Teresa Freeman-Grenville, 13. Lady Kinloss (* 1957)

Mutmaßlicher Titelerbe (Heir Presumptive) ist die Schwester der aktuellen Titelinhaberin Hester Haworth, Mistress of Kinloss (* 1960).